# Kelvin Etuhu
Kelvin Peter Etuhu (Kano, Nigeria, 30 de mayo de 1988) es un futbolista profesional nigeriano nacionalizado británico. Juega de volante interior.
Es el hermano menor del internacional nigeriano Dickson Etuhu.

## Clubes
| Club                 | País       | Año       | PJ | Goles · |
| -------------------- | ---------- | --------- | -- | ------- |
| Manchester City      | Inglaterra | 2006-2011 | 15 | 1       |
| → AFC Rochdale       | Inglaterra | 2007      | 4  | 2       |
| → Leicester City     | Inglaterra | 2008      | 4  | 0       |
| → Cardiff City FC    | Gales      | 2010      | 20 | 0       |
| Portsmouth           | Inglaterra | 2012      | 13 | 1       |
| Barnsley             | Inglaterra | 2012-2014 | 51 | 0       |
| Bury FC              | Inglaterra | 2014 2017 | 91 | 4       |
| Carlisle United F.C. | Inglaterra | 2017 2020 | 13 | 1       |